# Dota Auto Chess
Dota Auto Chess — стратегическая игровая модификация для компьютерной игры Dota 2. Разработана Drodo Studio и выпущена в январе 2019 года, модификация поддерживает до восьми игроков. Её популярность с более чем 8 миллионами игроков к маю 2019 года привела к признанию жанра «автобаттлер», что привело к выпуску ряда других игр. Позже, в 2019 году, Drodo Studio разработала автономную версию, известную просто как Auto Chess, а Valve Corporation, разработчик Dota 2, разработала собственную автономную версию, известную как Dota Underlords.

## Игровой процесс
В игре представлены элементы, полученные из шахмат, а также элементы из Dota 2 . В игре участвуют до восьми игроков, и они распределяются между восемью различными шахматными досками. Игроки выбирают из общего пула более пятидесяти шахматных фигур перед каждым раундом, которые они размещают на шахматной доске. Каждая шахматная фигура относится к определённой расе и классу с индивидуальными способностями . После начала каждого раунда фигуры противоборствующих сторон автоматически сражаются. В некоторых раундах игроки сражаются не с крипами, а с другими игроками. Игроки могут приобретать предметы после убийства крипов и могут отдавать их своим шахматным фигурам. Каждый предмет обладает уникальными эффектами, а некоторые могут быть объединены в более сильные версии. Каждый игрок управляет персонажем, курьером, который отслеживает здоровье, золото и уровень опыта игрока. Опыт курьера определяет количество шахматных фигур на доске. После окончания каждого раунда уровень опыта курьера будет увеличиваться на единицу, пока не достигнет десяти. В ходе боя игроки накапливают золото, которое они могут использовать для покупки новых фигур перед каждым раундом, для того чтобы усилить свои комбинации, чтобы выиграть. С каждым проигранным раундом здоровье курьера уменьшается, а его смерть означает поражение соответствующего игрока. Игра заканчивается, когда остается один игрок.
Dota Auto Chess имеет собственную систему рангов . После окончания игры ранг игроков, которые рано проигрывают игру, будет уменьшаться, а рейтинг игроков, которые проигрывают поздно и победителю, будет увеличиваться. В игре пять рангов, включая Ферзь, Король, Ладья, Слон, Конь и Пешка, в то время как Ферзь — наивысший ранг, а Пешка — основной ранг. В рядах пешек, рыцарей, слонов и ладей есть от одного до девяти ступеней. Как только игроки достигнут высшей ступени, их ранг будет увеличиваться Звание короля имеет только один шаг. Когда игроки достигают звания Ферзь, глобальное цифровое ранжирование номеров становится доступным для первых десяти тысяч. В конце апреля 2019 года разработчик добавил систему сезонов. После окончания сезона игроки с более высоким рангом получают лучшие награды, и ранг будет сброшен.
У всех игроков в начале имеется стандартный курьер. После каждой игры игрокам высшего ранга присуждаются «конфеты». Каждый игрок может набрать не более десяти конфет в день. Игроки с Custom Pass могут получить ещё пять конфет в день. Игроки могут потратить 40 конфет, чтобы прокачать нового курьера, или сотни конфет, чтобы добавлять различные эффекты на своих курьеров. Курьеры имеют разные раритеты. Редкие курьеры обычно крупнее и привлекательнее обычных. Некоторые курьеры могут объединяться, чтобы сформировать новых курьеров, которых нельзя купить напрямую. Помимо зарабатывания конфет в игре, игроки могут платить за конфеты. В январе 2019 года игроки могли сканировать QR-коды в игре, чтобы оплачивать конфеты из стороннего магазина. Drodo Studio позже отключили коды конфет, но конфеты по-прежнему доступны от сторонних продавцов вне игры.

## Разработка
Когда разработчиков спросили о вдохновении Dota Auto Chess, вскоре после выхода модификации, Drodo Studio заявила, что они черпают вдохновение из китайской игры Маджонг на основе тайлов для справки. Обычно в Маджонге играют четыре человека. Цель игры в Маджонг состоит в том, чтобы прописать определённую комбинацию карт с помощью ряда правил, не позволяя противникам создавать свои собственные комбинации. Игра фокусируется на технике, стратегии и расчетах, а также опирается на удачу. Черпая вдохновение из Маджонга, Dota Auto Chess внесла изменения, чтобы приспособить ориентированный на сражения геймплей.
Dota Auto Chess была выпущена Drodo Studio на торговой площадке Steam 4 января 2019 года. С момента своего выпуска Drodo Studio обновила игру, добавив в неё настройки игрового баланса, исправления ошибок и обновления нового контента. Обновления контента включают в себя добавление и удаление багов, а также добавление новых рас в игру. С ростом популярности этой модификации, Valve Corporation, разработчик Dota 2, отправила Drodo Studio в свою штаб-квартиру, чтобы обсудить набор их для разработки автономной версии Dota Auto Chess. Valve и Drodo Studio пришли к выводу, что они не могут работать вместе напрямую, хотя они согласились, что будут создавать отдельные автономные адаптации игры и будут поддерживать друг друга. 1 июня 2019 года корпорация Valve обновила ежемесячный платный «Auto Chess Pass» в магазине Dota 2, а часть дохода пошла на Drodo Studio.

## Оценки и мнения
Игра достигла рубежа в четыре миллиона загрузок 16 февраля 2019 года, 5 миллионов 27 февраля 2019 года и 6 миллионов 12 марта 2019 года К маю 2019 года более 8,5 миллионов человек скачали игру, и более чем 300 000 игроков одновременно ежедневно С 27 февраля по 3 марта 2019 года Drodo Studio и Imba TV провели первый турнир по Dota Auto Chess.
Несколько изданий похвалили Dota Auto Chess за его творческий подход к правилам игры. VPEsports отмечает, что Dota Auto Chess это очень стратегическая игра: «Это стратегическая игра с ощущением пошаговой игры, в ней есть ключевые составляющие карточных игр, и она требует от игрока планирования заранее, в то же время хорошо справляясь с APM» Game Informer похвалил: «Это не шахматы и не Dota, а отличная игра, чтобы играть с друзьями или в одиночку». «Чтобы понять, как все работает, нужно всего лишь несколько игр». PCGamesN назвал Dota Auto Chess "самой успешной игрой для сторонних разработчиков в Dota ". Dota Auto Chess часто выгодно сравнивают с цифровой коллекционной карточной игрой Valve, Artifact, с множеством публикаций, в которых утверждается, что, несмотря на то, что эти две игры были выпущены в непосредственной близости, Dota Auto Chess оказалась более продолжительной игрой.
В нескольких публикациях указывалось, что ещё есть возможности для улучшения игры. Vpesports отметил, что некоторые ошибки в игре следует исправить. VentureBeat протестировал мобильную игру Drodo Auto Chess и отметил, что игроки, которые не играли в Dota Auto Chess на персональных компьютерах, могут смущаться, выясняя информацию об устройстве на поле, говоря: «Мобильные Auto Chess от Drodo значительно лучше. Возможность играть в оригинальную и отличную модификацию, если вы уже знаете и понимаете оригинальную игру, и для этого он должен быть успешным, но он выглядит как, возможно, более мелкая версия Auto Chess, разработанная вокруг маленького экрана как визуально, так и как игра, может быть то, что захватит мир, как предыдущие модификации».
Популярность Dota Auto Chess быстро вдохновила целый ряд игр на создание поджанра auto battler. В Китае, как сообщается, восемь компаний зарегистрировали торговую марку «Auto Chess» только в январе 2019 года.. После того, как не удалось достичь соглашения с Valve, Drodo Studio заключила партнерское соглашение с китайской продюсерской компанией Imba TV и Long Mobile для разработки автономной мобильной версии игры под названием Auto Chess. 15 марта 2019 года, Auto Chess удалил элементы Dota из игры и стала самостоятельной игрой. Благодаря прямой технической поддержке Valve игроки в Dota Auto Chess могут переносить аккаунты в мобильную версию, чтобы получать награды. В июне 2019 года разработчик игр Riot Games объявил, что в League of Legends появится новый игровой режим, основанный на Dota Auto Chess, известный как Teamfight Tactics. В том же месяце была выпущена ранняя версия автономной версии Valve, Dota Underlords, для персональных компьютеров и мобильных платформ.
18 апреля 2019 года мобильная бета-версия Auto Chess впервые вышла на Android, а 22 мая 2019 года была доступна бета-версия iOS. 30 мая 2019 года была доступна полная версия/ Drodo Studio заявила, что, помимо разработки Auto Chess, они продолжат обновлять Dota Auto Chess. Студия Drodo заявила, что китайская продюсерская компания поддержит их в проведении киберспортивных турниров. 10 июня 2019 года Drodo Studio объявила, что Auto Chess разрабатывается для ПК и будет выпущена в качестве эксклюзива для Epic Games Store.